# Africoraphidia spilonota
Africoraphidia spilonota är en halssländeart som först beskrevs av Longinos Navás 1915.  Africoraphidia spilonota ingår i släktet Africoraphidia och familjen ormhalssländor. Inga underarter finns listade i Catalogue of Life.